# 윤미림
윤미림(尹美林, 1937년 ~ 2020년 5월 16일)은 대한민국의 성우였다. 서울중앙방송의 1기 성우로 데뷔하였고, 많은 작품에 출연해 하이틴에서 20대 여인에 이르기까지 발랄한 여성스러운 연기를 하였다.